# Arkadi Iwanowitsch Wolski

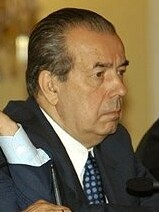
2003

Arkadi Iwanowitsch Wolski (russisch Аркадий Иванович Вольский; geboren am 15. Mai 1932 in Dobrusch, Weißrussische SSR; gestorben am 9. September 2006 in Moskau) war ein sowjetischer bzw. russischer Politiker und von 1986 bis 1991 Mitglied des Zentralkomitees der KPdSU sowie Mitglied im Volksdeputiertenkongress.

## Leben
Wolski war der Sohn eines Lehrers und wurde durch die Ereignisse im Zweiten Weltkrieg zu einem Waisenkind. 1955 schloss er sein Studium als Ingenieur ab und arbeitete in der folgenden Zeit bei den SIL-Werken. Seit dem 1969 arbeitete er für das ZK. Er war ein enger Berater des späteren Generalsekretärs Juri Andropow. 1986 wurde Wolski Mitglied des ZK und Leiter der ZK-Abteilung Maschinenbau. Im Januar 1989 wurde er, infolge der sich zuspitzenden Lage in Bergkarabach, von Michail Gorbatschow zum Leiter der Sonderverwaltungszone berufen, die die Lage in dieser Region stabilisieren sollte. Dort blieb er bis zu seiner Abberufung 1990. 
Nach dem Fall der Sowjetunion fungierte er als Vorsitzender des Russischen Verbandes der Industriellen und Unternehmer. Wolski starb im Herbst 2006 in Moskau.

## Auszeichnungen
Für seine Leistungen erhielt er 1970 den Staatspreis der UdSSR und weitere Auszeichnungen.